# 宽铃钩蛾
宽铃钩蛾（学名：Macrocilix maia）是鱗翅目钩蛾科的一种，成虫翅长19毫米，体长10毫米，翼展37長至45毫米。头、颈为白色，胸部、腹部背面黄褐色，腹面白色，胸足灰白色。前翅绢白色，中部有宽铃状横带，边缘有黄黑色围圈；后翅白色，有一块黄褐色大斑。分布于中国、臺灣、朝鲜半島、日本、马来西亚、婆羅洲和苏门答腊等地的高海拔森林，模式產地位於現今的北韓元山:647–648。
其兩邊前翅上各有個形似生刺的啞鈴图案，因而得名，其外形上貌似蒼蠅，可能具有模拟鸟粪的拟态作用，但目前仍不清楚詳細原因。此外，就連蛾本身也具有鳥糞般的氣味。